# 外判
，為於1980年代流行起来的商業用语，是商業活動決策之一，指將承包合約之一部或甚至全部，委託或交給承包合約當事人以外的第三人。

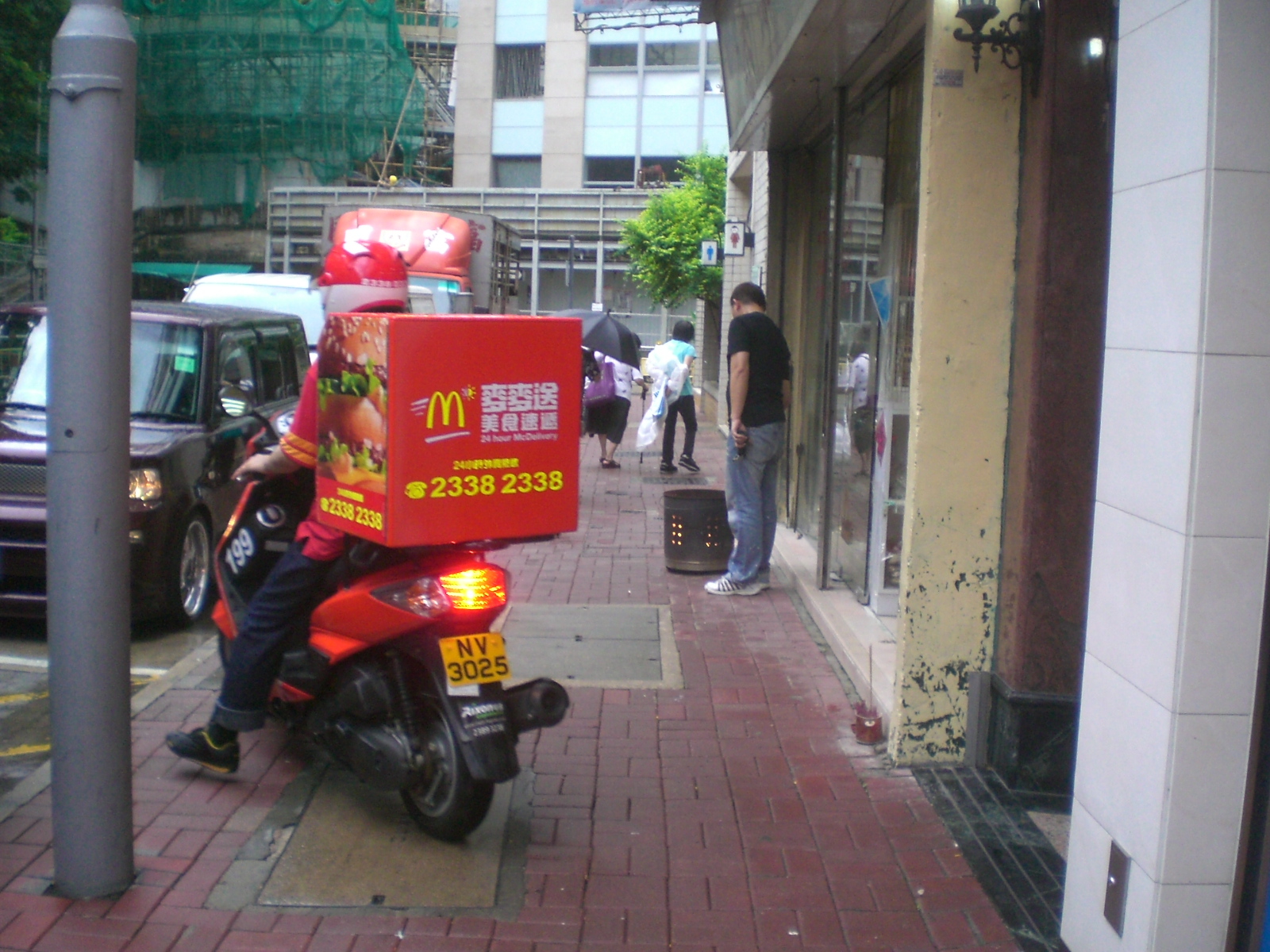
香港麥當勞麥麥送服務職位屬於外判。

外包的理由繁多，除了以節省成本為主之外，或集中精力於核心業務、或善用資源、或為獲得獨立及專業人士的專業服務等。外包和離岸委外经常被混用，委外的承包合約當事人主要是借用第三方的時間、人力資源、核心業務能力或資源，以完成特定的製程、或商業流程；選用的第三方以國境內，易於掌握及監督其工作方式及工作進度為主。而離岸外包是指國土以外，能自行治理，完成特定的企業主要活動；換言之，其承包之第三方為國外公司，能獨力完成製造加工、行銷、銷售、客戶服務，或主要之支援服務例如產品開發為主。该模式用于政府与社会资本合作时称为。

## 概述
“外包”指将一个业务功能的管理控制和／或业务决策转移或者共享给外部的供应商。这将产生一定程度的双向信息交流和沟通，外包供应商和客户之间的协调和信任。这种不同经济个体间的关系与传统的服务买家和卖家的关系有着本质的不同。在外包关系中，双方动态的集成和共享对于劳动力流程的管理控制，而传统的买卖关系保持双方的完全独立。经常被外包的业务领域包括：信息技术，人力资源，物业设施管理，房地产管理和会计。很多公司也外包客户支持（英文：Customer Support）、電話服務中心（呼叫中心）等业务，以及工程和制造。现在有一些争论，一些是针对外包的利益和成本，一些是针对如何对外包进行分类。

### 外包和离岸外包：对比和差别
“外包”、“离岸外包”经常会在公开场合下被混用，但他们有着重要的技术区别。为了一致，“外包”是一个企业词汇、特指将组织功能转移给第三方的一种组织实践。当这个第三方是位于另外一个国家时，“离岸外包”才是比较准确的术语。“离岸外包”是指将一个组织功能转移到另一个国家，不管这个工作是否会在组织内部还是在组织外部。简而言之，“外包”是指与另一个组织共享组织控制，或者在一个组织内部建立网络关系的过程。“离岸外包”特指将一个组织功能搬至另一个国家，但并不一定会产生组织内部控制的变更。在面對政治風險時，“离岸外包”至可信賴國家則稱為“友岸外包”。

## 常見外判工序
外判工序常見於：
- 文化娛樂業：配音、電影特技、印刷、字幕、中文打字、插圖、廣告及公共關係
- 物業管理：清潔服務、保安、環保工作、客戶服務、維修、園藝、設施保養、停車場管理等
- 地產發展：打樁、地盤整理、項目管理
- 工程項目：電腦生產、貼牌生產、軟件開發、數據挖掘
- 工廠生產：塑膠花
- 旅遊業：旅行社、接待單位、導遊
- 資訊科技業：
上世纪80年代末随着柯达公司宣布柯达的全部IT功能外包给IBM、迪吉多及Businessland公司，外包开始在信息技术领域有明显的飞越。在这以前从来没有将IT作为战略资源的知名大企业将自己的信息系统交给外部公司来完成。柯达公司高达一亿美元的外包合同是IT外包发展史的一个重要转折点，后来常被作为「柯达效应」引用。它使信息系统的外包合法化和普遍化持续到今天。
与企业其他领域相比，信息管理领域有自己的特点，这些特点将信息系统的外包与其他企业功能外包区分开：
  1. IT的快速发展：信息技术和IT能力高速发展。IT需求很难提前三年做计划，受不稳定因素影响 。[3]
  2. 快速变化的IT经济学：由于信息技术对象的发展容易改变，IT成本随着时间难以估计。
  3. IT无处不在的扩散：虽然信息系统功能没有在每个企业被看做必要的战略资源，IT的扩散对所有企业来说都是强有力的，而且多数对生意来说很重要。IT与众多企业紧密连接，很难作为孤立的功能被启动。
- 清潔服務業：香港清潔外判包括家居清潔及辦公室清潔。清潔服務公司會包辦由請人、訓練、假期及替工安排、MPF、保險、定期大做等等清潔衛生龍服務。但如果鐘點是個體戶則比較少服務及對客戶保障較少。
- 其他外判工種：速遞、市場調查、資訊科技、資料輸入、資料開發、客戶關係管理、法律顧問、會計服務、內部審計。

## 市場架構
外包是以多種型態出現在市場上，如統包、分包、承攬、接案，他們之間可能有專業分工，或組織解構之類的關係。過去企業常用的外包來源，多半是既有廠商名單或請同業推薦，但隨著網路及相關資通訊技術的發展，專業的工作外包平台或群眾外包網站已逐漸獲得發案方及接案方的信任，為外包開闢出另一個全新的藍海市場。

## 弊端
外判雖然表面上能節省成本，但潛藏壞處亦不少，例如投標價低者得；外判商為控成本而偷工減料／聘用黑工；為取得工程合約而貪污賄賂；工程質量及施工過程難以控制及監管困難等等。